# Lågen (Numedal)
Der Numedalslågen ist mit seinen 352 km einer der längsten Flüsse Norwegens. Er hat seinen Ursprung in der Hardangervidda und fließt von dort durch das Sæterdalen nach Dagali, weiter ins Numedal bis Kongsberg, bildet unter mehreren Wasserfällen den Labrofoss und fließt weiter bis Larvik, wo er in die Nordsee (Skagerrak) mündet. Der Fluss hat ein Einzugsgebiet von 5554 km².
Der Numedalslågen wird zur Verflößung von Holz benutzt. Oberhalb von Hvittingfoss gibt es große Lachs- und Meerforellenvorkommen und jedes Jahr rangiert der Fluss als Norwegens viertbester Angelfluss für Lachse.